# 永珠
已革貝勒永珠（1759年7月31日—1837年9月12日），諴密郡王弘暢第一子，諴親王系第三代。永珠之生母為隆福之女側室完顏氏。
乾隆二十四年（1759年）闰六月初八日寅时出生。乾隆四十年四月授頭等侍衛。乾隆四十九年十一月（1784年）受封為三等鎮國將軍。乾隆六十年（1795年）四月，接替父親成為第三代諴親王，惟因諴親王並非世襲罔替的爵位，所以他的封爵只是貝勒。道光元年（1821年），永珠因瘫痪而成天卧病在床，辞任一切朝廷職務。
道光十三年（1833年），将二侧夫人吴氏的管家权力剥夺交与妾室灵儿，並且剥夺了吴氏到上房的权力。
道光十六年九月二十四日，贝勒府的苏拉高四吿知永珠二侧夫人吴氏的弟弟续兴其姐已死，府内贝勒的两位当家侍妾灵儿和胖儿因向吴氏索要腌菜缸不成而命令府内太监王得禄、府员保祥、宋石头和王照芳等，以及两个侍女大麻子和玉环用棍子责打吳氏六十余棍，靈兒命府里苏拉张顿把吴氏拷锁在屋里。吳氏在大侧夫人范氏积极抢救下仍然因伤势过重而死。
道光十六年十二月（1836年），永珠因為毆殺側福晉吳氏，清廷革除他的貝勒爵位，由堂侄綿勳襲封諴親王系第五代（其父永松追封為諴親王系第四代貝子），不過需遞降為貝子襲封。道光十七年八月（1837年），永珠因纠郁成疾去世，虛齡七十九岁。